# جينيفر أولريش
جينيفر أولريش (بالألمانية: Jennifer Ulrich)‏ هي ممثلة ألمانية، ولدت في 18 أكتوبر 1984.

## وصلات خارجية
- جينيفر أولريش على موقع IMDb (الإنجليزية)
- جينيفر أولريش على موقع ميتاكريتيك (الإنجليزية)
- جينيفر أولريش على موقع روتن توميتوز (الإنجليزية)
- جينيفر أولريش على موقع قاعدة بيانات الأفلام العربية
- جينيفر أولريش على موقع ألو سيني (الفرنسية)
- جينيفر أولريش على موقع أول موفي (الإنجليزية)
- جينيفر أولريش على موقع قاعدة بيانات الأفلام السويدية (السويدية)
- جينيفر أولريش على موقع قاعدة بيانات الفيلم (الإنجليزية)
- جينيفر أولريش على موقع ليتربوكسد (الإنجليزية)
- جينيفر أولريش على موقع كينوبويسك (الروسية)